# Хибберт, Такер
Такер Хибберт (англ. Tucker Hibbert; 24 июня 1984, Дриггс, штат Айдахо) — американский гонщик на снегоходах, двукратный чемпион мира (2010, 2012), 10-кратный золотой медалист Всемирных экстремальных игр и 11-кратный чемпион США по кроссу на снегоходах.

## Гоночная карьера
В первой гонке Такер Хибберт принял участие в 1987 году, когда ему не исполнилось ещё трёх лет, на детском снегоходе Arctic Cat Kitty Cat. В 1992 году восьмилетний Хибберт впервые стартовал на кроссовом мотоцикле. В 1996 году впервые стартовал на взрослом снегоходе Arctic Cat ZR 440 в профессиональной гонке. В 1998 году перешёл из любительского в полупрофессиональный разряд, а в 2000-м прошёл квалификацию на Всемирные экстремальные игры (Winter X Games 4) в Маунт-Шоу. Завоевав золото в снегоходной дисциплине, стал самым молодым победителем в истории Игр.
В 2000 году Такер Хибберт получил профессиональную гоночную лицензию Американской мотоциклетной федерации (AMA) и в том же году выиграл свой первый национальный чемпионат в классе Pro Open.
В 2004—2005 году Хибберт сделал попытку перейти из снегоходного кросса в мотокросс, проведя два сезона в Чемпионате США по мотокроссу, но в 2006-м вернулся к снегоходам, основав собственную команду Team Monster Energy (позже — Team 68). Выступая под её брендом, он завоевал золотые медали на Всемирных экстремальных играх 2007—2011 и 2013—2016 годов, а также выиграл два Чемпионата мира по гонкам на квадроциклах в 2010 и 2012 году.
Наиболее успешным сезоном для Хибберта стал 2014-й год, когда он стал первым в истории человеком, завоевавшим семь золотых медалей Всемирных экстремальных игр подряд. В тот же год он в 9-й раз выиграл Чемпионат США по кроссу на снегоходах, одержав 15 побед в 17 раундах, а также вышел на первое место по общему количеству побед в национальном чемпионате, обойдя Блэра Моргана.
Всего Такер Хибберт стартовал в 235 гонках чемпионата США (в классах Open, Stock, Super Stock и Pro), выиграв 138 из них.
16 мая 2018 года Хибберт официально объявил о завершении гоночной карьеры.

## Карьерные достижения
- Чемпионат США по кроссу на снегоходах (Pro National Snocross): чемпион 2001 (класс Pro Open), 2002 (классы Pro Open и Pro Stock), 2008 (Pros Stock), 2011 (Pro Open и Pro Stock), 2013—2016 (Pro Open), 2018 (Pro). Всего: 235 стартов, 138 побед, 179 подиумов, 213 финишей в Top-10.

- Всемирные экстремальные игры (Winter X Games): золото 2000, 2007—2011, 2013—2016, серебро 2002, 2004 и 2005, бронза 2003.

- Чемпионаты мира по кроссу на снегоходах: 2010, 2012

## Частная жизнь
Помимо снегоходов и мотокросса, Такер Хибберт увлекается горным велосипедом и графическим дизайном. Занимается благотворительностью.

## Результаты выступлений в Чемпионате мира по кроссу на снегоходах
| Год  | Снегоход   | 1      | 2       | 3      | Место | Очки |
| ---- | ---------- | ------ | ------- | ------ | ----- | ---- |
| 2010 | Arctic Cat | SWE1 1 | SWE2 1  | SWE3 2 | 1     | 72   |
| 2011 | Arctic Cat | FIN1 1 | FIN2 16 | FIN3 1 | 3     | 55   |
| 2012 | Arctic Cat | RUS1 2 | RUS2 1  | RUS3 1 | 1     | 72   |